# Jeghward
Jeghward – miasto w Armenii, w prowincji Kotajk. Według danych na rok 2022 liczy ok. 12 100 mieszkańców.